# Малгашка петниста червейница
Малгашката петниста червейница (Typhlops reuteri) e дребна змия от семейство Червейници.

## Описание
Тя e най-малката змия в света. На дължина достига до 10 cm.

## Разпространение
Среща се единствено на остров Носи Бе, в близост до Мадагаскар.